# Erwin Leuchter
Erwin Leuchter (* 10. Oktober 1902 in Berlin; † 4. Juli 1973 in Buenos Aires) war ein deutsch-argentinischer Musikwissenschaftler und Dirigent.
Leuchter kam im Alter von vierzehn Jahren nach Wien und studierte von 1921 bis 1925 an der Wiener Universität Musikwissenschaft bei Guido Adler, Robert Lach und Wilhelm Fischer und Philosophie bei Karl Bühler, Heinrich Gomperz, Robert Reininger und Moritz Schlick. Daran schloss sich ein Kompositions- und Dirigierstudium am Neuen Wiener Konservatorium bei Egon Lustgarten und Rudolf Nilius an.
Anfang der 1930er Jahre trat er mehrfach als Dirigent der Wiener Arbeiter-Symphonie-Konzerte auf. Gemeinsam mit Franz Leo Human komponierte er die Musik zu Robert Ehrenzweigs Das Große Festspiel, die zur Eröffnung der 2. Arbeiter-Olympiade 1931 in Wien aufgeführt wurde.
1936 übersiedelte er nach Buenos Aires, wo er u. a. als Dirigent des Philharmonischen Orchesters der Asociación del Profesorado Orquestral und der Sociedad Filarmónica de Buenos Aires wirkte. Zu seinen Schülern zählten u. a. Carlos Kleiber und Michael Gielen. Leuchter war mit der Pianistin Rita Kurzmann-Leuchter verheiratet.

## Schriften
- Die Kammermusikwerke Florian Leopold Gassmanns, Dissertation, Wien 1926
- La historia de la música como reflejo de la evolución cultural, Buenos Aires 1941, 1942, 1946, 1955
- Bach, Buenos Aires 1942, 1950
- Beethoven, Buenos Aires 1943
- Ensayo sobre la evolución de la música en occidente, Buenos Aires 1946, 6. Auflage 1968
- 30 Aires Populares Alemanes (Bearbeitung für Gesang und Klavier), Buenos Aires 1952
- Florilegium Musicum: history of music in 180 examples from antiquity to the 18. century, Buenos Aires 1964
- Armonía Práctica para maestros primarios y estudiantes de guitarra y piano, Buenos Aires 1971